# Hochheimer Herrnberg
Der Hochheimer Herrnberg ist eine  Rheingauer Weinlage im Gebiet der Stadt Hochheim am Main. Sie gehört zur Großlage Daubhaus im Weinanbaugebiet Rheingau.

## Namensursprung
Der Name der Lage findet seinen Ursprung im Besitztitel der Domherren zu Köln und von Mainz ab, ersteren gehörte die Lage ursprünglich, später den letzteren. 

## Weinlage
Der 4 Hektar große Herrnberg ist ein ehemaliger Steinbruch, der mit Geröll aufgefüllt wurde, auf welchem sich kalkreicher Sandlöss sowie eine Humus- und Kompostauflage befinden. 
Im Gegensatz zur Nachbarlage Hochheimer Stein ist er fast ausschließlich von Kalksteingeröll geprägt, welches die Wärme tagsüber speichert und sie des Nachts an die Reben abgibt. 
Die hier angebaute Riesling-Traube wird von sandigem Löss und Kalkstein geprägt. Die daraus entstehenden Weine haben Finesse, sind feinnervig, fruchtig, würzig und verfügen über ausgeglichene, feine Säure. Außerdem haben sie ein feines Reifepotential und eine gute Lagerfähigkeit.